# Liste der Wappen im Bezirk Kirchdorf
Die Liste der Wappen im Bezirk Kirchdorf zeigt die Wappen der Gemeinden im oberösterreichischen Bezirk Kirchdorf.

## Wappen der Städte, Marktgemeinden und Gemeinden

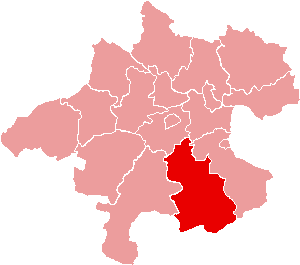
Lage in Oberösterreich
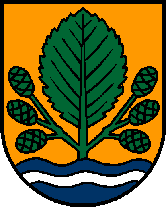
Edlbach
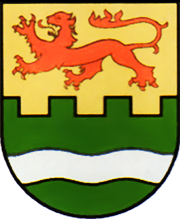
Grünburg
Hinterstoder
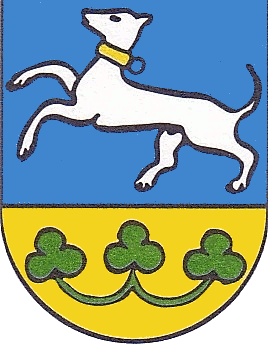
Inzersdorf im Kremstal
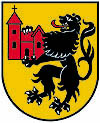
Kirchdorf an der Krems
Klaus an der Pyhrnbahn
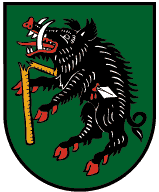
Kremsmünster
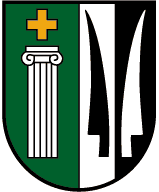
Micheldorf
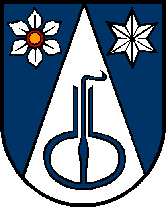
Molln
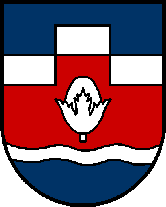
Nußbach
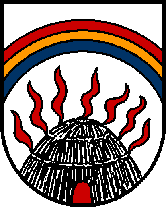
Oberschlierbach
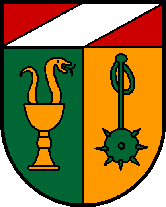
Pettenbach
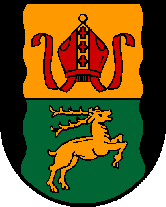
Ried im Traunkreis
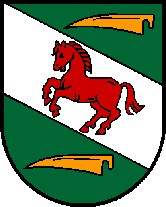
Roßleithen
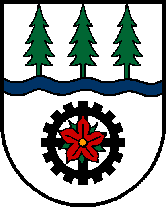
Rosenau am Hengstpaß
Schlierbach
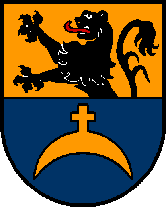
Spital am Pyhrn
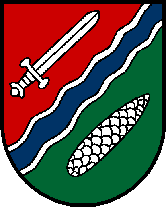
Sankt Pankraz
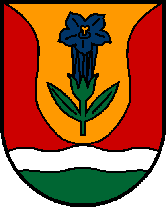
Steinbach am Ziehberg
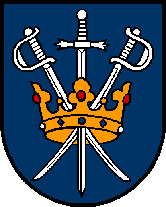
Steinbach an der Steyr
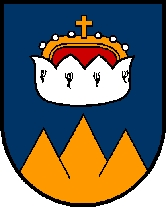
Vorderstoder
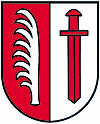
Wartberg an der Krems
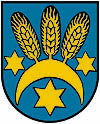
Windischgarsten